# Visita de Nancy Pelosi a la República de China

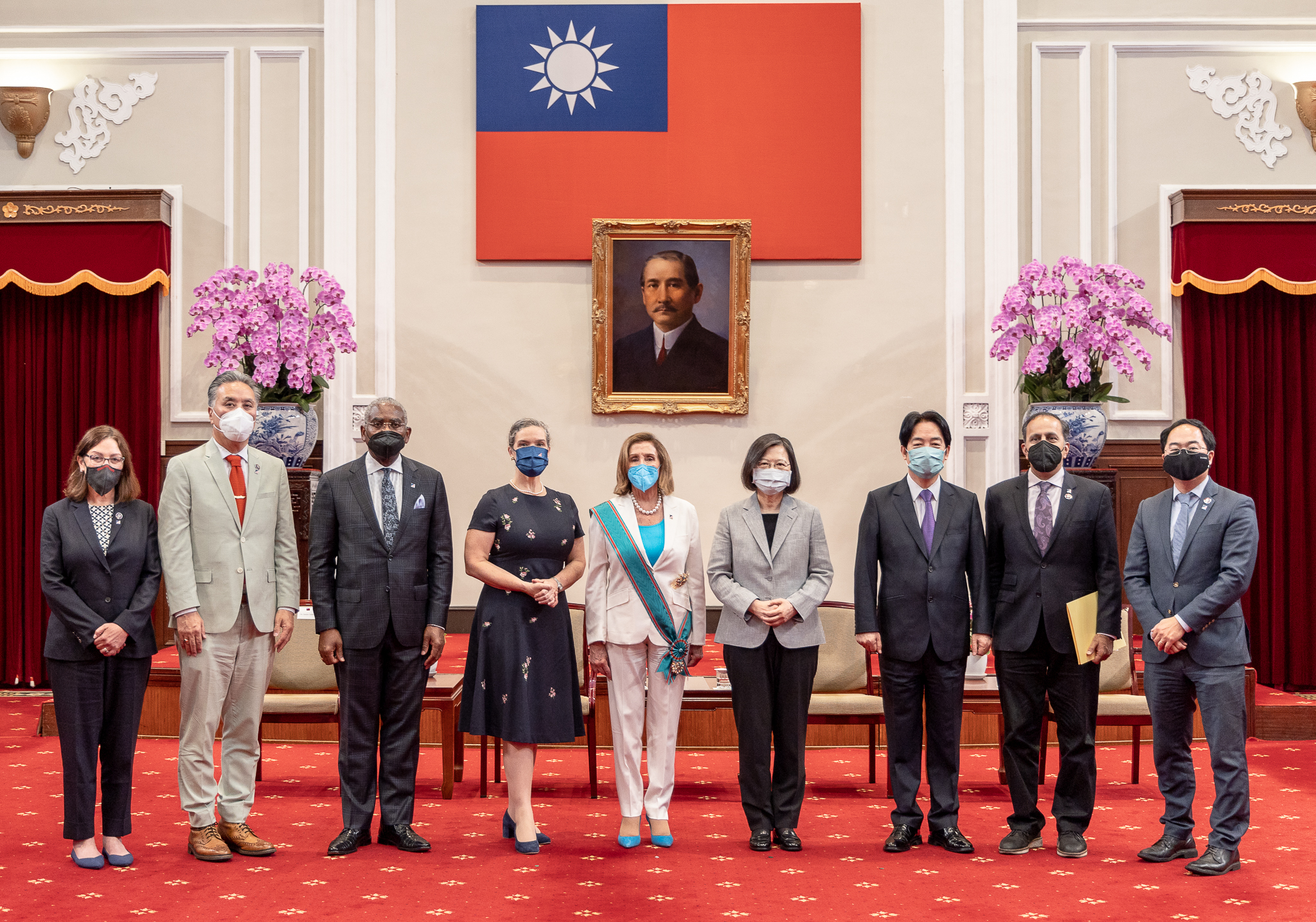
Las dos delegaciones, a la izquierda la delegación estadounidense de Nancy Pelosi, a la derecha la delegación de la República de China liderada por la presidenta Tsai Ing-wen dentro del Palacio presidencial de Taipéi.

La presidenta de la Cámara de Representantes de los Estados Unidos, Nancy Pelosi, visitó Taiwán, oficialmente conocida como la República de China (ROC), el 2 de agosto de 2022, como parte de una gira por Asia con escalas breves en Singapur, Malasia, Corea del Sur y Japón.
Poco después de su llegada, Pelosi dijo que su visita era una señal del «compromiso inquebrantable de Estados Unidos de apoyar la vibrante democracia de Taiwán». Pelosi fue recibida por lugareños que vestían los colores de la bandera ucraniana, amarillo y azul. Visitó el Yuan Legislativo y se reunió con la presidenta de la República de China Tsai Ing-wen al día siguiente.
Según una encuesta citada por el diario británico The Guardian, dos tercios de los taiwaneses consideran que su visita «no es bienvenida [porque] podría desestabilizar el estrecho de Taiwán».

## Fondo

Mapa de la República Popular China mayormente ocupando el territorio continental, y la República de China mayormente ocupando el territorio de la isla de Taiwán.

Hasta la mañana del 2 de agosto, no se sabía con certeza si Pelosi visitaría Taiwán. El representante de Seguridad Nacional de la Casa Blanca, John Kirby, comentó en la noche del 1 de agosto (EDT) que China podría responder con un ataque de misiles cerca de Taiwán o podría realizar cualquier otra acción militar para mostrar su desaprobación por la visita de un político estadounidense. Al mismo tiempo, Kirby dijo que EE. UU. no temía las amenazas de la República Popular China y que no se quedaría de brazos cruzados en caso de agresión.
En un artículo de opinión para The Washington Post, Pelosi escribió el 2 de agosto: «Hacemos este viaje en un momento en que el mundo se enfrenta a una elección entre la autocracia y la democracia. Mientras Rusia libra su guerra premeditada e ilegal contra Ucrania, matando a miles de inocentes... incluso los niños: es esencial que Estados Unidos y nuestros aliados dejen en claro que nunca cederemos ante los autócratas».
El ejército taiwanés realizó sus mayores ejercicios militares anuales en los días previos a la visita de Nancy Pelosi, que incluyeron simulacros de interceptación de ataques chinos desde el mar. Mientras tanto, el portaaviones estadounidense USS Ronald Reagan y su flotilla partieron de Singapur hacia el Mar de China Meridional, mientras que otras tropas estadounidenses realizan ejercicios en Indonesia. En respuesta, China realizó un ejercicio militar en el estrecho de Taiwán.

## Visita
Pelosi llegó a Taipéi, Taiwán, a las 22:43 del 2 de agosto en un avión militar y fue recibida por el Ministro de Relaciones Exteriores, Joseph Wu. A su llegada, tanto el gobernante Partido Democrático Progresista como el opositor Kuomintang respaldaron la visita. Se reunió con la presidenta Tsai Ing-wen el 3 de agosto y recibió una medalla de honor, la Orden de la Nube Propicia de Primera Clase (con Gran Cordón Especial), en el Edificio de Oficinas Presidenciales. Pelosi se dirigió al Yuan Legislativo.
En un comunicado de prensa emitido durante el viaje, Pelosi declaró que la visita «de ninguna manera contradice la política de larga data de Estados Unidos, guiada por la Ley de Relaciones de Taiwán de 1979, los Comunicados Conjuntos de Estados Unidos y China y las Seis Garantías. Estados Unidos sigue oponiéndose esfuerzos para cambiar el statu quo». El Coordinador de Comunicaciones Estratégicas de la Casa Blanca en el Consejo de Seguridad Nacional, John Kirby, reiteró esta perspectiva en una conferencia de prensa celebrada durante la visita y dijo: «La visita de la presidenta es totalmente consistente con nuestra política de larga data de una China. Hemos dejado muy claro que nada ha cambiado en nuestra política de una China, que está guiada, por supuesto, por la Ley de Relaciones con Taiwán, los Tres Comunicados Conjuntos de EE. UU. y la República Popular China y las Seis Garantías».

## Delegación de Pelosi
La delegación de la presidenta Pelosi incluyó a los siguientes miembros de la Cámara de Representantes de los Estados Unidos:
- Gregory Meeks (Partido Demócrata por Nueva York)[15]
- Raja Krishnamoorthi (Partido Demócrata por Illinois)[15]
- Suzan DelBene (Partido Demócrata por Washington)[15]
- Andy Kim (Partido Demócrata por Nueva Jersey)[15]
- Mark Takano (Partido Demócrata por California)[15]

## Recepción
La República Popular China (RPC) reaccionó de manera muy crítica a la visita, habiendo indicado muchas veces de diversas formas que la visita de un funcionario estadounidense de alto rango a Taiwán se consideraría una violación de la integridad territorial, la soberanía y los intereses estratégicos de la RPC, ya que la República Popular China considera Taiwán y las áreas controladas por la República de China como parte de su territorio. En un discurso telefónico entre el presidente estadounidense, Joe Biden, y el líder de la República Popular China, Xi Jinping, la semana anterior, el gobierno de la República Popular China advirtió que Estados Unidos estaría «jugando con fuego» si Biden permitía que Pelosi visitara la República de China. En particular, el 2 de agosto, el embajador de la República Popular China ante la ONU, Zhang Jun, dijo que tal visita es provocativa y socavará las relaciones entre la RPC y Estados Unidos.
El Ministerio de Defensa Nacional de Taiwán informó de veintiún aviones de la Fuerza Aérea del Ejército Popular de Liberación (diez cazas J-16, ocho cazas J-11, un avión de control y alerta temprana KJ-500, un avión de guerra electrónica Y-9 y un avión Y-8 aviones de inteligencia de señales electrónicas) volaron a su zona de identificación de defensa aérea el 2 de agosto.
En respuesta al aterrizaje de Pelosi en Taipéi, en la noche del 2 de agosto, el Comando del Teatro del Este del EPL comenzó ejercicios conjuntos de la fuerza aérea y naval en las áreas norte, suroeste y sureste de la isla de Taiwán; disparos de artillería de larga distancia con fuego real en el estrecho homónimo; y lanzamientos de prueba de misiles de cabeza convencional en aguas al este de la República de China. Además, la República Popular China anunció que realizará ejercicios militares en áreas que rodean a Taiwán del 4 al 7 de agosto. El embajador de Estados Unidos en Pekín, Nicholas Burns, fue convocado por el Ministerio de Relaciones Exteriores de la RPC para protestar por la visita de Pelosi.
Varios países reaccionaron a la visita. El nuevo primer ministro de Australia, Anthony Albanese, dijo: «No queremos ver ningún cambio unilateral en el statu quo». La primera ministra de Nueva Zelanda, Jacinda Ardern, dijo que «el diálogo y la diplomacia es lo que necesitamos en estos tiempos tensos». Mientras que un portavoz de la Unión Europea enfatizó la «política clara de Una China» del bloque.